# Calocarcelia aureocephala
Calocarcelia aureocephala là một loài ruồi trong họ Tachinidae.